# Miss Slovenije 1994
Miss Slovenije 1994 je bilo lepotno tekmovanje, ki je potekalo 14. oktobra 1994 v restavraciji hotela Term Čatež.
Organizirali so ga agencija Geržina Videoton in Slovenske novice.
Nastopilo je 12 finalistk, ki so bile izbrane izmed 146 deklet na 11 predtekmovanjih in dveh polfinalih v Medijskih toplicah in diskoteki Pacific (Leskovec pri Krškem).
Voditelj je bil Vili Vodopivec.

## Finale

### Uvrstitve in nagrade
- Zmagovalka Janja Zupan, 20 let, visoka 171 cm, študentka 1. letnika ekonomije iz Ljubljane, avto Opel Corsa-City ji je izročil Krunoslav Filipčič iz Brežic (Kruno d.o.o.) in dobila je enoletno sodelovanje z manekensko agencijo Spark
- 1. spremljevalka in miss fotogeničnosti Vesna Dolenc, 18 let, visoka 176 cm, dijakinja srednje ekonomske šole iz Hoč pri Mariboru
- 2. spremljevalka Katja Kori, 19 let, dijakinja iz Maribora

Vseh 12 finalistk je dobilo avtoradie istega avtomobilskega podjetja.

### Priprave
V torek so tekmovalke pomerjale oblačila in dobile številke. V sredo so imele ličenje, friziranje, snemanja, pogovorje z novinarji in obiske sponzorjev. Snemale v parku toplic, na gradu Mokrice in v termalni rivieri. Posnele so tudi 20 sekundni spot za Kanal A. V četrtek so brez ličil imele prvo ocenjevanje pred komisijo v kopalkah, dnevnih in večernih oblačilih, nato ša še zagovor v slovenskem in tujem jeziku. Člani komisije so dekleta spraševali vse, kar jim je padlo na pamet.
Mariborčan Marjan Podlesnik je dekleta učil pravilnega gibanja.

### Glasbeni gostje
Nastopili so Oto Pestner, Avia Band, Edvin Fliser, Aleksander Jež, Victory, Čudežna polja in New Swing Quartet.

### Žirija
Člani žirije so bili Metka Albreht, Marjan Bauer (Slovenske novice), Patricija Filipčič (Opel Kruno), Renata Martinčič (Terme Čatež), Mišo Vogrin (Bavaria Wolltex Company), Helena Blagne (Kanal A), Zoran Vogrinčič (fotograf Slovenskih novic), Maruša Kladivar (kozmetičarka Krke Kozmetika) in Milena Peterkovič (Perla iz Krškega).

### Kritike prireditve
Oder je bil prenizek, prireditev je bila manj razkošna od hrvaške, nekateri so peli na playback, voditelj je imel spodrsljaje, bile so tehnične težave, po prireditvi ni bilo obljubljene tiskovne konference. Zmagovalko Zupanovo je zmotilo, da tekmovanja ni prenašala nacionalna televizija, ampak lokalna, neprimeren prostor, premalo časa (1 teden) za pripravo na svetovno tekmovanje v primerjavi s predstavnicami drugih držav, potovanje brez spremstva (oblačila in kozmetiko za pot si je morala pripraviti sama) in podcenjevanje sposobnosti tekmovalk.

## Miss Sveta
Janja Zupan je v Sun City v JAR odpotovala 23. oktobra 1994. Ni se prebila v polfinale. Opazila je, da zmagovalka miss sveta pobere vse nagrade in vso pozornost medijev ter da ostali naslovi in uvrstitve tam ne pomenijo nič.